# Fontaine Sainte-Anne du Guerno
La Fontaine Sainte Anne est située rue de la fontaine Sainte-Anne, à  Le Guerno dans le Morbihan.

## Historique
La fontaine Sainte-Anne fait l’objet d’une inscription au titre des monuments historiques depuis le 6 octobre 1925.